# Tricheco (sommergibile 1931)
Il Tricheco è stato un sommergibile della Regia Marina.

## Storia
Dopo l'entrata in servizio fu destinato alla II Squadriglia Sommergibili di Media Crociera di La Spezia.
Nella prima parte della sua vita fu protagonista di una serie di incidenti: 
- il 16 gennaio 1931 si scontrò con un peschereccio provocandogli gravi danni[3];
- il 3 novembre 1933 esplose il carter di uno dei motori termici, causando un incendio (che poté però essere rapidamente estinto)[3];
- nel 1934 si danneggiò uno dei periscopi per l'urto contro una gru[3].

Nel periodo 1º maggio - 18 giugno 1933 agli ordini del capitano di corvetta Giacinto Poggio (capo sezione) compì, unitamente al gemello Delfino, una crociera in Mar Nero, con scalo a Batum, Costanza, Varna e Istanbul: lo scopo era verificare le condizioni dell'attraversamento dello stretto dei Dardanelli.
Nel 1934 fu destinato a Napoli, in seno alla IV Squadriglia, e dall'agosto dell'anno seguente fu dislocato a Massaua agli ordini del CC Costanzo Casana, col TV Junio Valerio Borghese quale comandante in 2^, operando in Mar Rosso con varie missioni di addestramento, permanendovi sino all'agosto 1936.
Prese clandestinamente parte alla guerra di Spagna – al comando del tenente di vascello Benedetto Luchetti – con una missione di dodici giorni (dal 17 al 29 agosto 1937) a settentrione di Pantelleria, con partenza e ritorno a Messina, durante la quale fu svolta una sola manovra d'attacco, peraltro non ultimata.
Nel 1938 fu assegnato alla XXXIII Squadriglia con base a Messina (andò più volte a Fiume per cicli di lavori) e due anni dopo al V Grupsom basato a Lero.
All'inizio della seconda guerra mondiale effettuò un'infruttuosa missione nel settore venti miglia a est di Punta Castello (Scarpanto); fece ritorno a Lero il 14 giugno 1940.
Dal 19 al 23 giugno operò a nord di Creta, ancora senza risultati.
Il 3 luglio fu inviato fra Alessandria d'Egitto e Capo Kupho (Creta) in appoggio ad un convoglio italiano; ebbe un solo avvistamento, il 9, non riuscendo però a portarsi a tiro della nave avversaria, e intraprendendo il giorno seguente la navigazione di rientro.
Svolse un'altra missione offensiva nel Canale di Caso (Grecia) dal 6 al 16 agosto 1940, rientrando senza aver avvistato unità nemiche.
Essendo costretto al rientro anticipato a Lero a causa di un ferito grave a bordo, la notte dell'8 ottobre 1940 (mentre ne era comandante il capitano di corvetta Alberto Avogadro di Cerrione) fu protagonista di un tragico incidente di fuoco amico: mentre si trovava nel Canale di Caso individuò un sommergibile ritenuto nemico, gli lanciò due siluri e lo mandò a fondo (all'1.21): si trattava però di un sommergibile italiano, il Gemma, della cui presenza in quella zona il Tricheco non era stato informato (non essendoci il tempo di accertare la nazionalità di altri sommergibili, qualunque sommergibile di cui non fosse stata segnalata la presenza andava considerato come nemico): dei 44 uomini del Gemma non ci fu alcun sopravvissuto.
Dal 29 ottobre al 5 novembre svolse un'altra inconclusiva missione nei pressi di Gaudo, a 150 miglia da Alessandria.
L'8 maggio 1941 compì una missione di agguato difensivo nel Golfo di Taranto.
Fra il 19 ed il 23 maggio fu in agguato ad una trentina di miglia da Ras Uleima (Golfo di Sollum): non ci fu però alcun avvistamento.
Il 25 settembre, al comando del tenente di vascello Carlo Gandolfo, si pose ad una sessantina di miglia da Ras Aamer ma non avvistò nessuna nave;il 7 ottobre, in navigazione di rientro alla volta di Augusta, fu oggetto dell'attacco di un Bristol Blenheim, dovendosi immergere non prima di aver colpito l'aereo con le mitragliere.
Alle 11.47 del 29 novembre del medesimo anno il comandante Alberto Campanella, avvistò nel Mediterraneo Centrale una formazione 
composta da quattro incrociatori e due cacciatorpediniere britannici. Il Tricheco si portò all'attacco e lanciò tre siluri contro un incrociatore con esito incerto in quanto non è stata trovata traccia dell'episodio nella documentazione avversaria..
Nella seconda decade del febbraio 1942, in contrasto all'operazione britannica «MFS», fu inviato al largo della Cirenaica, dovendo fare ritorno alla base scortato dal sommergibile Dandolo il 21 febbraio, causa un guasto ai motori.
Alle 17.30 del 18 marzo 1942, in navigazione – al comando del capitano di corvetta Giovanni Cunsolo – da Augusta a Brindisi (dove avrebbe ricevuto manutenzione) fu attaccato dal sommergibile britannico Upholder che lo colpì con un siluro a prua della torretta: il Tricheco si spezzò in due e affondò rapidamente a breve distanza da Brindisi, assieme al tenente di vascello Ermanno Tonti, comandante in seconda, a 10 sottufficiali e a 27 fra sottocapi e marinai; si salvarono il comandante Cunsolo e altri 10 uomini.
Il Tricheco aveva svolto 13 missioni offensivo-esplorative e 6 di trasferimento, per un totale di 12.435 miglia di navigazione in superficie e 2678 in immersione.
Il relitto del Tricheco è stato individuato nel 2006 a circa 3 miglia dalla riva, ad una profondità fra i 72 e gli 80 metri, posato sul fondale sul fianco destro e notevolmente insabbiato; numerose reti sono impigliate nel relitto.